# نور الدين فرح

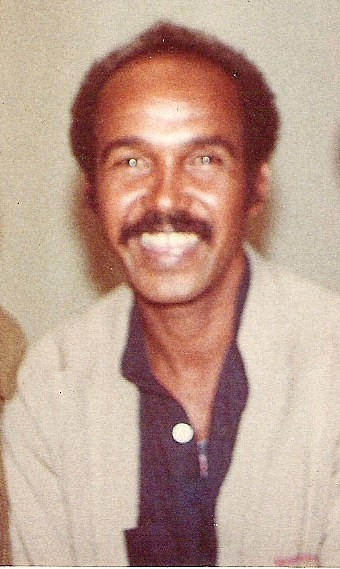
نور الدين فرح عندما عاش في لندن سنة 1984م.

نور الدين فرح (1945-) كاتب وروائي صومالي معاصر يكتب بالإنجليزية،  اهتم بتحرير المرأة في فترة ما بعد الاستقلال، وهو باحث في الدراسات الصومالية، وعضو في المجلس الاستشاري الدولي في مجلة بيلدان الدولية المتخصصة في الدراسات الصومالية والتي تنشرها كلية ماكاليستر،  كتب روايته الأولى بالإنجليزية عام 1970 بعنوان «(بالإنجليزية: From a Crooked Rib)‏ - من ضلع أعوج» عن فتاة من قبيلة بدائية فرت من زيجة مرتبة لرجل أكبر منها سناً بكثير، وقد وصفت بأنها «أحد الأركان الأساسية لأدب شرق إفريقيا الحديث اليوم»،  وكتب ثلاث ثُلاثيات، وتُعد «خرائط» (1986) أهم رواياته بإجماع النقاد، كما أنها أشهر أعماله، وهي الرواية الأولى ضمن ثلاثيته الثانية «دماء في الشمس».
عاش نحو 22 عامًا في المنفى خشية رد فعل الحكومة الصومالية على كتاباته الجريئة، ثم عاد إلى الصومال عام 1996، بعد أن أمضى جزء كبير من حياته ما بين الولايات المتحدة وألمانيا وإيطاليا والسودان وغامبيا والهند ونيجيريا.
نال فرح استحسانًا ووصف كأحد أعظم الكتاب المعاصرين في العالم،  وقد حصل على عدة أوسمة وجوائز ومنها «جائزة كافور» في إيطاليا، و«جائزة كورت توتشولسكي» في ألمانيا، و«جائزة ليتر يوليسيس» في برلين، وحصل على جائزة نيوستاد الأدبية عن مجمل أعماله عام 1998 (وهي جائزة تُمنح كل سنتين وتُعد ثاني أهم جائزة أدبية في العالم بعد نوبل)، وفي نفس العام 1998 فازت النسخة الفرنسية من روايته «هدايا» بجائزة «مهرجان سانت مالو للأدب»،  ويُعتبر فرح مرشح دائم لجائزة نوبل في الأدب.
يقيم فرح في منيابولس ومينيسوتا وكيب تاون بجنوب إفريقيا.

## حياته الشخصية
ولد نور الدين في 1945 في بيدوا في الصومال الإيطالية،  كان والده «حسن فرح» تاجرًا، وكانت والدته شاعرة شفوية،  وكان له أربعة أشقاءفي عائلته الكبيرة، ينحدر نور الدين من عشيرة «أوجادين دارود»،  تردد نور الدين في طفولته على مدارس الصومال وإثيوبيا المجاورة، وحضر دروسًا في كالافو في أوجادين، وتعلم اللغة الإنجليزية والعربية والأمهرية، وبعد استقلال الصومال بثلاث سنوات أُجبر على الفرار من أوجادين في 1963 بعد حدوث نزاعات حدودية خطيرة.
درس في «جامعة بنجاب»، في مدينة شانديغار الهندية من 1966 إلى 1970، وحصل منها على شهادة في الفلسفة والأدب وعلم الاجتماع،  وفي شانديغار التقى زوجته الأولى «شيترا مولييل فرح»،  وأنجب منها ولدًا قبل أن يتطلقا،  أنتقل نور الدين إلى إنجلترا والتحق بجامعة لندن (1974-1975)، وحصل على درجة الماجستير في المسرح من جامعة إسيكس (1975–76).
توفيت والدته في 1990، ولاحقًا حصل على منحة من هيئة التبادل الثقافي الألمانية وانتقل إلى برلين، وتزوج من الأكاديمية البريطانية النيجيرية أمينة ماما في عام 1992 وأنجبا طفلين ولد وبنت. في 1996 زار الصومال بعد غياب لأكثر من 20 عامًا.
في يناير 2014 قُتلت شقيقة نور الدين الدبلوماسية «بصرة فرح حسن» في تفجير أثناء عملها مع الأمم المتحدة في العاصمة الأفغانية كابول.

## المهنة الأدبية

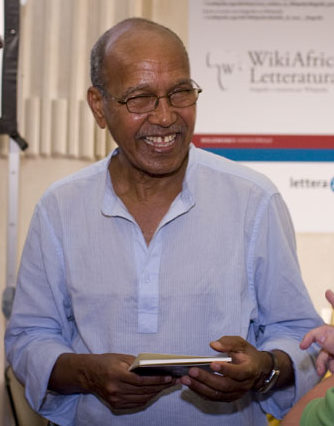
نور الدين في فيستاليتيراتورا في مانتوفا في سبتمبر 2008.

نشر نور الدين قصة قصيرة بلغته الصومالية الأم، وبعدها تحول للكتابة باللغة الإنجليزية حينما كان يدرس في الجامعة في الهند، وقد تُرجمت كتبه إلى 17 لغة.
كانت روايته الأولى «(بالإنجليزية: From a Crooked Rib)‏ - من ضلع أعوج» تحكي قصة فتاة بدوية فرت من زواج مرتب من رجل أكبر منها في السن، نشرت شركة «كتب هاينمان التعليمية» الرواية في سلسلة الكتاب الأفارقة، ونالت الرواية إشادة دولية، في 1976 نشر رواية بعنوان «(بالإنجليزية: A Naked Needle)‏ - إبرة عارية» وأثناء جولة في أوروبا تلقى تحذيرًا من أن الحكومة الصومالية تخطط لاعتقاله بسبب محتوى الرواية، وحينها قرر نور الدين عدم العودة إلى وطنه وبدأ منفاه الاختياري الذي استمر لمدة 22 عامًا، وخلالها عمل في التدريس في الولايات المتحدة وألمانيا وإيطاليا والسويد والسودان والهند ونيجيريا.
يقول نور الدين بأن هدفه من الكتابة «محاولة لإبقاء بلده على قيد الحياة»، وقد وصفنه الكاتبة نادين غورديمير بأنه أحد المترجمين الفوريين الحقيقيين في القارة،  وتُشكل رواياته الثلاثية - «(بالإنجليزية: Variations on the Theme of an African Dictatorship)‏ - اختلافات حول موضوع الدكتاتورية الأفريقية» (1980-1983) و«(بالإنجليزية: Blood in the Sun)‏ - دماء في الشمس» (1986-1999) - جوهر عمله.
نشرت ثُلاثياته عبر دار نشر «أليسون وبسبي»، حيث تضمنت ثلاثية «اختلافات حول موضوع الدكتاتورية الأفريقية»، رواية «الحليب الحلو والحامض (1979)»، و«السردين (1981)» و«أغلق يا سمسم (1983)»، ولقيت استحسانًا في العديد من البلدان، وكانت أشهر رواياته هي رواية «خرائط» المنشورة في 1986، وهي الجزء الأول من ثلاثية «دماء في الشمس»، وقد كتبها أثناء نزاع أوجادين في 1977 بأسلوب «السرد بضمير المخاطب» لاستكشاف أسئلة الهوية الثقافية في عالم ما بعد الاستقلال، نشر نور الدين بعدها رواية «هدايا» في 1993، ورواية «أسرار» في 1998.
تتكون ثلاثية «(بالإنجليزية: Past Imperfect)‏ - الماضي الناقص» من «روابط (2004)» و«عُقدة (2007)»، و«عظمتان (2011)»، وأحدث رواياته هي «(بالإنجليزية: Hiding in Plain Sight)‏ - الاختباء على مرأى من الجميع» التي نشرت في عام 2014،  ورواية «(بالإنجليزية: North of Dawn)‏ - شمال الفجر» التي نُشرت في 2018.
يكتب نور الدين في المسرح، ومن أعماله المسرحية: «(بالإنجليزية: A Dagger in Vacuum)‏ - خنجر في الفراغ»، ومسرحية «(بالإنجليزية: The Offering)‏ - العرض»، ومسرحية «(بالإنجليزية: Yussuf and His Brothers)‏ - يوسف وإخوانه».

## جوائز وتكريمات مختارة
- 1974-1976: زمالة اليونسكو.
- 1980: جائزة الاتحاد الأدبي للناطقين باللغة الإنجليزية عن عمل «الحليب الحلو والحامض».
- 1990: زمالة فناني كورمان.[24]
- 1991: جائزة كورت توخولسكي، ستوكهولم، السويد.[25]
- 1993: جائزة أفضل رواية، زمبابوي عن عمل «الهدايا».[25]
- 1994: بريميو كافور، إيطاليا، عن الترجمة الإيطالية لرواية «أغلق يا سمسم».[26]
- 1998: جائزة نيوستادت الدولية للآداب.[25]
- 1998: جائزة مهرجان سانت مالو الأدبي عن عمل «الهدايا» الطبعة الفرنسية.[25]

## رواياته
- «(بالإنجليزية: From a Crooked Rib)‏ - من ضلع أعوج»، لندن، هينمان، 1970.[27]
- «(بالإنجليزية: A Naked Needle)‏ - إبرة عارية»، لندن، كتب هاينمان التعليمية، 1976.[28]
- «(بالإنجليزية: Territoires)‏ - الأقاليم»، باريس، 2000.
- «(بالإنجليزية: Hiding in Plain Sight)‏ - الاختباء على مرأى من الجميع»، نيويورك، 2014.[29]
- «(بالإنجليزية: North of Dawn)‏ - شمال الفجر»، نيويورك، 2018.[30]

ثلاثية الاختلافات حول موضوع الدكتاتورية الأفريقية:
تكونت ثلاثية «(بالإنجليزية: Variations on the Theme of an African Dictatorship)‏ - اختلافات حول موضوع الدكتاتورية الأفريقية» من:
- «(بالإنجليزية: Sweet and Sour Milk)‏ - الحليب الحلو والحامض»، لندن، أليسون وبسبي، 1979.[31]
- «(بالإنجليزية: Sardines)‏ - السردين»، لندن، أليسون وبسبي، 1981.[32]
- «(بالإنجليزية: Close Sesame)‏ - أغلق يا سمسم»، لندن، أليسون وبسبي، 1983.[33]

ثلاثية دماء في الشمس:
تكونت ثلاثية «(بالإنجليزية: Blood in the Sun)‏ - دماء في الشمس» من:
- «(بالإنجليزية: Maps)‏ - خرائط»، لندن، 1986.[34]
- «(بالإنجليزية: Gifts)‏ - هدايا»، لندن، 1993.[35]
- «(بالإنجليزية: Secrets)‏ - أسرار»، نيويورك، آركيد، 1998.[36]

ثلاثية الماضي الناقص:
تكونت ثلاثية «الماضي الناقص - Past Imperfect» من:
- «(بالإنجليزية: Links)‏ - روابط»، كيب تاون، كويلا بوكس، 2003.[37]
- «(بالإنجليزية: Knots)‏ - عُقدة»، نيويورك، ريفرهيد بوكس، 2007.[38]
- «(بالإنجليزية: Crossbones)‏ - العظام المتقاطعة»، نيويورك، ريفرهيد بوكس، 2011.[39]

### روايات مُترجمة
خرائط:
- بالعربية: «خرائط: رواية من الصومال»، ترجمة سعدي يوسف، الهيئة المصرية العامة للكتاب، القاهرة، 1991.[40]
- «(بالسويدية: Kartor)»، ترجمة لينارت أولوفسون، ستوكهولم، 2015.[41]
- «(بالألمانية: Maps : Roman)»، ترجمة إنجي أوفلمان، فرانكفورت، ألمانيا، 2012.[42]
- «(بالهولندية: Kaarten)»، ترجمة هيتي رينيس، نادي القراءة في إن آر سي هاندلسبلاد، روتردام، 2008.[43]

هدايا:
- بالعربية: «هدايا»، ترجمة خالد الجبيلي، منشورات الجمل، 2010، عدد الصفحات:333 صفحة.[44]
- «(بالسويدية: Gåvor)»، ترجمة لينارت أولوفسون، ستوكهولم: مودرنستا، 2015.[45]
- «(بالفرنسية: Dons : roman)‏»، ترجمة جاكلين باردولف، فرنسا، 2002.[46]
- «(بالإيطالية: Doni)‏»، ترجمة آنا روسكوني وإيتالا فيفان، ميلان: فراسينيلي، 2011.[47]
- «(بالإسبانية: Regalos)‏»، ترجمة فيكتوريا سيمو، برشلونة: إيديسيونيس ديل برونس، 1998.[48]

أسرار:
- بالعربية: «أسرار»، ترجمة خالد الجبيلي، منشورات الجمل، 2007، عدد الصفحات:359 صفحة.[49][50]
- «(بالسويدية: Hemligheter)»، ترجمة لينارت أولوفسون، ستوكهولم: مودرنستا، 2015.[51]
- «(بالألمانية: Geheimnisse ein Roman aus Somalia)»، ترجمة أنجليكا هاكر، وباتريك أو بيك، وهانز بيتر هالواكس، ونينا بيتري - نشر شفيبيش هول شتاينباخ بوخر - 2007.[52]
- «(بالإيطالية: Segreti)‏»، ترجمة سيلفيا فورناسييرو، ميلان: فراسينيلي، 2002.[53]

روابط:
- «(بالإسبانية: Eslabones)‏»، ترجمة ميغيل مارتينيز لاج ويوجينيا فاسكيز ناكارينو، إسبانيا، 2011.[54]
- «(بالهولندية: Terug naar Mogadishu)»، ترجمة هانايك ريتشارد نيوتباي، 2011.[55]
- «(بالألمانية: Links : Roman)»، ترجمة تانر، فرانكفورت أم ماين: سوركامب، 2007.[56]
- «(بالسويدية: Länkar)»، ترجمة أولف جيلينهاك، ستوكهولم: بونيرس، 2006.[57]
- «(بالإيطالية: Legami)‏»، ترجمة إيتالا فيفان، 2005.[58]

## أعماله الأخرى

### خيال قصير
- «(بالإنجليزية: Why Die So Soon?)‏ - لماذا الموت مبكرًا؟»، 1965.[59]
- «(بالإنجليزية: The start of the affair)‏ - بداية العلاقة»، النيويوركر، المجلد:90، العدد:41، 22–29 ديسمبر 2014، الصفحات:130–139.[60]
- «(بالإنجليزية: my father, the Englishman, and l)‏ - والدي والرجل الإنجليزي وأنا»، قصة قصيرة، تراك تو، 1999.[61]
- «(بالإنجليزية: YoungThing)‏ - شيء صغير»، النيويوركر، 13 ديسمبر 2010، عدد الصفحات:25 صفحة.[62]
- «(بالإنجليزية: Suitcase: A Journal of Transcultural Traffic, Volume 3)‏ - حقيبة: مجلة المرور عبر الثقافات، المجلد 3»، تأليف: عاموس أوز، ونور الدين فرح، وسيدو كيتا، وشاول فريدلاندر، وجاك دريدا، وجيسيكا هاجدورن، وبول كيلان، وهارولد بينتر، تاريخ النشر: 1 يونيو 1998، عدد الصفحات:334 صفحة.[63]

### مسرحيات
- «(بالإنجليزية: A Dagger in Vacuum)‏ - خنجر في الفراغ»، مقديشيو، 1970.
- «(بالإنجليزية: The Offering)‏ - العرض»، كولشيستر، 1975.
- «(بالإنجليزية: Yussuf and His Brothers)‏ - يوسف وإخوانه»، جوس، نيجيريا، 1982.

### أدب غير خيالي
- «(بالإنجليزية: Yesterday, Tomorrow: Voices from the Somali Diaspora)‏ - أمس غدًا: أصوات من الشتات الصومالي»، لندن، 2000.[64]
- «(بالإنجليزية: Nelson Mandela)‏ - نيلسون مانديلا»، النيويوركر، المجلد:89، العدد:41، الصفحات:26-27، 16 ديسمبر 2013.[65]
- «(بالإنجليزية: This Is What Hunger Looks Like — Again)‏ - هذا ما يبدو عليه الجوع - مرة أخرى»، نيويورك تايمز، 12 أغسطس 2017.[66]

### مقالات
مقالات سيرة ذاتية وأدبية:
- «الاحتفال بالاختلافات: محاضرة نيوستادت لعام 1998 - (بالإنجليزية: Celebrating Differences: The 1998 Neustadt Lecture)‏»، وجهات نظر عن نور الدين فرح، تحرير ديريك رايت، مطبعة إفريقيا العالمية، 2002، الصفحات:15-24.
- «طفولتي من الفصام - (بالإنجليزية: Childhood of My Schizophrenia)‏»، الملحق الأدبي للتايمز، 23-29 نوفمبر 1990، الصفحة:1264.
- «بلد في المنفى - (بالإنجليزية: A Country in Exile)‏»، الأدب العالمي اليوم، المجلد:72، الرقم:4، 1998، الصفحات:713-5.[67]
- «الكاتب المبدع والسياسي - (بالإنجليزية: The Creative Writer and the Politician)‏»، كلاسيك، المجلد:3، الرقم:1، 1984، الصفحات:27-30.
- «هل للأسيجة جوانب؟ - (بالإنجليزية: Do Fences Have Sides?)‏»، الكومنولث في كندا، وقائع المؤتمر الثلاثي الثاني، الجزء 2، تحرير أوما باراميسواران، 1983، الصفحات:174-82.
- «هل تتحدث الألمانية؟! - (بالإنجليزية: Do You Speak German)‏»، المجلة الأفريقية للكتابة الجديدة، المجلد:22، 1982، الصفحات:33-8.
- «ألمانيا - (بالإنجليزية: وكل ذلك الجاز - Germany—And All That Jazz)‏»، المجلة الأفريقية للكتابة الجديدة، المجلد:18، 1981، الصفحات:8-12.
- «إبسن، بعبارة أخرى - (بالإنجليزية: Ibsen, In Other Words)‏»، نوردليت، المجلد:34، 2015، الصفحات:15-22.[68]
- «في مديح المنفى - (بالإنجليزية: In Praise of Exile)‏»، الأدب في المنفى، حرره جون جلاد، مطبعة جامعة ديوك، 1990، الصفحات:64-77.
- «إنقاذ روح أمة - (بالإنجليزية: Savaging the Soul of a Nation)‏»، تحرير ويليام جلاس ولورين كوكو، مطبعة جامعة جنوب إلينوي، 1996، الصفحات:110-5.
- «لماذا أكتب - (بالإنجليزية: Why I Write)‏»، آفاق ناشئة عن نور الدين فرح، تحرير ديريك رايت، مطبعة أفريقيا العالمية، 2002.

## مؤلفات عنه
- «مستويات القراءة في الرواية : الخرائط للكاتب الصومالي نور الدين فراح»، نبيلة إبراهيم.[69]

## روابط خارجية
- نور الدين فرح على موقع الموسوعة البريطانية (الإنجليزية)
- نور الدين فرح على موقع مونزينجر (الألمانية)
- نور الدين فرح على موقع إن إن دي بي (الإنجليزية)
- نور الدين فرح على موقع ديسكوغز (الإنجليزية)